# 史朝義
史 朝義（し ちょうぎ）は、唐代の軍人。燕の第4代皇帝。

## 生涯
出自は突厥とソグド人の混血であり、寧夷州にて史思明の長男として生まれた。史思明が安禄山に従い挙兵した際、史朝義は冀州・相州の守備に当たった。天成3年（759年）に史思明が安慶緒を殺害し皇帝を称すと、史朝義は懐王に封じられた。
順天3年（761年）、史朝義は末子の史朝清を後継ぎにしようとした父を殺して、さらに史朝清とその生母の辛氏らを殺害し大燕皇帝に即位。顕聖と改元した。翌年唐軍が回鶻勢力の支援を得て反撃に出ると、史朝義の拠点である洛陽は陥落、北方の莫県へと逃れた。民心を失ったと判断した田承嗣・李懐仙などが離反して、史朝義は自殺し、ここに安史の乱は収束した。